# (3011) Chongqing
(3011) Chongqing est un astéroïde de la ceinture principale.

## Description
(3011) Chongqing est un astéroïde de la ceinture principale. Il fut découvert le 26 novembre 1978 à Nanking par l'observatoire de la Montagne Pourpre. Il présente une orbite caractérisée par un demi-grand axe de 3,20 UA, une excentricité de 0,20 et une inclinaison de 6,2° par rapport à l'écliptique.

## Compléments